# Мадисън (окръг, Монтана)
Вижте пояснителната страница за други значения на Мадисън.
Окръг Мадисън (на английски: Madison County) е окръг в щата Монтана, Съединени американски щати. Площта му е 9332 km², а населението - 8175 души (2017). Административен център е град Вирджиния Сити.